# Rainer Bloß
Rainer Bloß, andere Schreibweise Rainer Bloss (* 1946 in Sachsen; † 10. Dezember 2015) war ein deutscher Keyboarder und Synthesizer-Spezialist.

## Leben

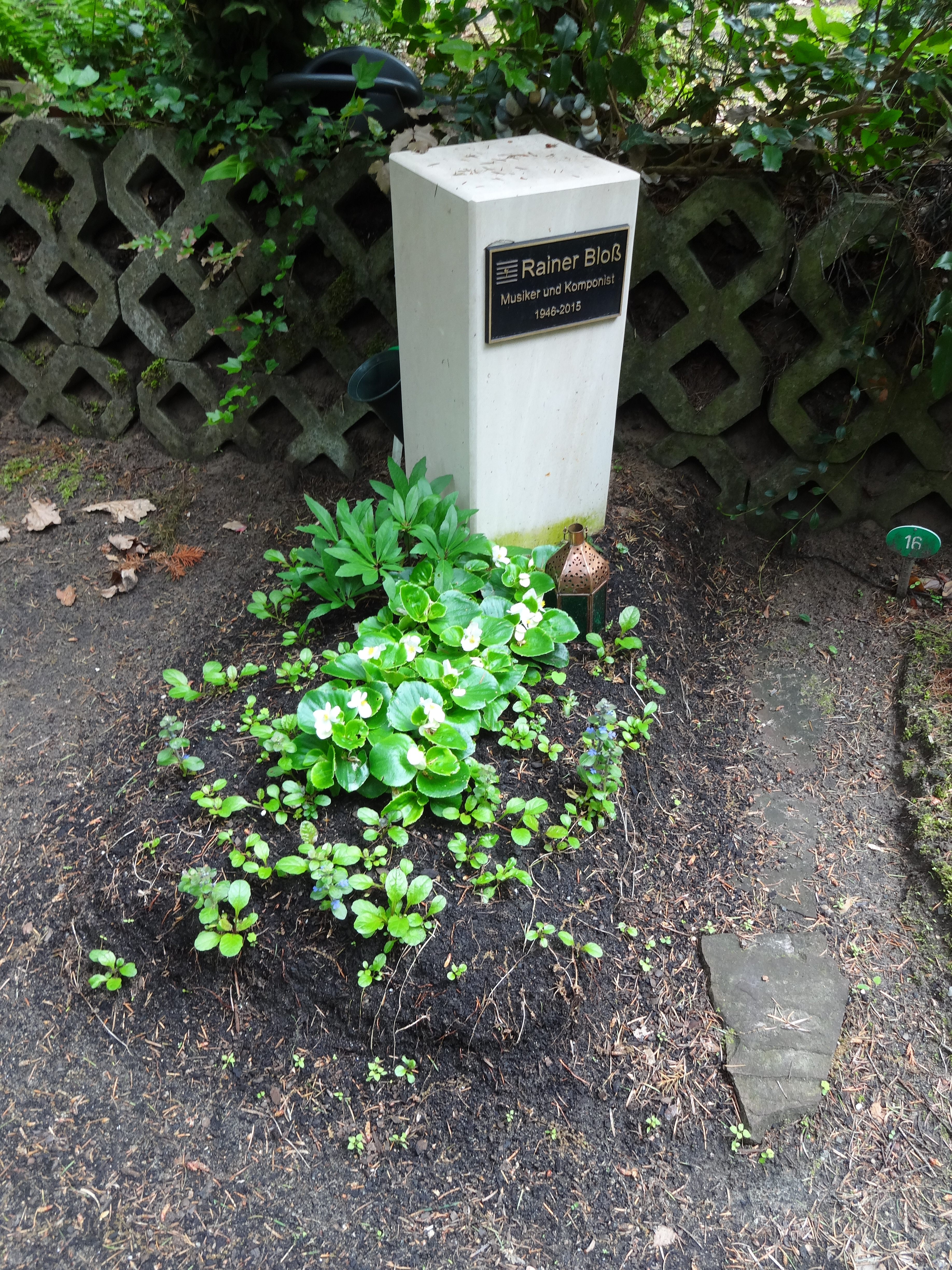
Grab von Rainer Bloß auf dem Friedhof Heerstraße in Berlin-Westend

Rainer Bloß studierte an der Hochschule für Musik „Franz Liszt“ in Weimar Komposition, Klavier, Arrangement und Psychologie. Ab 1971 war Bloß bei den Rockgruppen Rainer Bloss Sextett bzw. Rainer Bloss Combo und Vulcan aktiv, ab 1974 arbeitete er als freischaffender Komponist und veröffentlichte Musik für Filme und Theaterstücke sowie für Kinder, u. a. für den Pionierchor Omnibus. 1977 wurde er Mitglied der Band Wir.
1978 übersiedelte er von der DDR in die Bundesrepublik Deutschland und spielte anschließend mit der Gruppe Extra.
Rainer Bloß lernte Klaus Schulze kennen, mit dem er mehrere Jahre lang zusammenarbeitete und auftrat. Seit Mitte der 1990er Jahre war Bloss ständiger Koautor bei Alphaville.
Rainer Bloß starb im Dezember 2015. Sein Grab befindet sich auf dem landeseigenen Friedhof Heerstraße in Berlin-Westend (Grablage: 18-E-16).

## Diskografie
- Extra (1980 mit Extra)
- Traumtöters Knecht – Hommage to Bert Brecht (1982)
- Audentity (1983 mit Klaus Schulze)
- Dziekuje Poland Live (1983 mit Klaus Schulze)
- Aphrica (1984 mit Klaus Schulze und Ernst Fuchs)
- Ampsy (1985)
- Drive-Inn (1984 mit Klaus Schulze)
- Drive-Inn II (1985)
- Drive-Inn III (1998)